# Distretto di Qianjiang
Il distretto di Qianjiang (cinese semplificato: 黔江区; cinese tradizionale: 黔江區; mandarino pinyin: Qiánjiāng Qū) è un distretto di Chongqing. Ha una superficie di 2.397 km² e una popolazione di 510.000 abitanti al 2006.